# Hilo (tradycja)
Hilo – powtarzające się słowo z marynarskiego folkloru. Spotkać można je przede wszystkim w szantach i w piosenkach żeglarskich. Polska tradycja marynarska (żeglarska) przypisała mu znaczenie miejsca, gdzie udaje się marynarz po śmierci. Występuje najczęściej w wyrażeniach „odpłynąć do Hilo” lub „ostatni rejs do Hilo”. W tradycji anglosaskiej "Hilo" występuje na ogół bez tak czytelnego znaczenia.

## Możliwe inne znaczenia

### jako port w Peru
Na to znaczenie naprowadzać może oryginalna wersja szanty Tom's Gone to Hilo. "Hilo" do którego odpłynął Tom nie może być jakimś "marynarskim niebem", skoro wszystko wskazuje na to, że tytułowy marynarz wciąż żyje.
O I love Tom and he loves me,
away down Hilo,
He thinks of me when out to sea.
away...
W trzeciej zwrotce wymienione są za to "hiszpańskie dziewczęta" i port Callao - jeden z najważniejszch w Peru. To sugeruje, że Hilo to w istocie Ilo - port zdobyty w 1681 roku przez bukaniera Bartholomewa Sharpa. Jako pierwszy port w południowym Peru i wobec blokady portów w Chile była to baza wypadowa dla statków udających się w podróż dokoła Hornu.

### jako wykrzyknik
W niektórych wersjach szanty Ranzo (znanej też jako The Wild Goose Shanty) powtarza się refren And sing hilo, me Ranzo, way. Dziennikarz William L. Alden sugerował, jakoby był to nonsensowny wykrzyknik wywodzący się z pieśni czarnoskórych niewolników i robotników. O pochodzeniu Wild Goose Shanty od pieśni murzyńskich pisał także William J. Mahar. 
Alden wspomniał także o poglądzie jakoby była to zbitka high-low, sam jednak go odrzucił. Należy jednak nadmienić, że w popularnej niegdyś grze karcianej pitch występowała wypowiadana przez wygrywającego gracza fraza high - low - Jack - the game, która mogła przeniknąć do marynarskiego folkloru.
Ponadto, w 1857 roku działacz społeczny John Dixon Long zanotował pieśń czarnych niewolników, w której przedmiotowe słowo także użyte jest jako refren.
William Rino sold Henry Silvers,
Hilo! Hilo!
Sold him to de Gorgy trader,
Hilo! Hilo!
His wife she cried, and children bawled,
Hilo! Hilo!
Sold him to de Gorgy trader,
Hilo! Hilo!